# Feketehasú amarant
A feketehasú amarant (Lagonosticta rara) a madarak osztályának a verébalakúak (Passeriformes) rendjébe, ezen belül a díszpintyfélék (Estrildidae) családjába tartozó faj.

## Rendszerezése
A fajt Orazio Antinori olasz természettudós írta le 1864-ben, a Habropyga nembe Habropyga rara néven.

## Alfajai
- Lagonosticta rara rara – (Antinori, 1864)
- Lagonosticta rara forbesi – (Neumann, 1908)[2]

## Előfordulása
Afrika középső részén, Benin, Burkina Faso, Csád, Dél-Szudán, Elefántcsontpart, Ghána, Guinea, Kamerun, Kenya, a Kongói Demokratikus Köztársaság, a Közép-afrikai Köztársaság, Libéria, Nigéria, Szenegál, Sierra Leone, Szudán, Togo és Uganda területén honos.
A természetes élőhelye szubtrópusi és trópusi száraz legelők, szavannák és cserjések, valamint szántóföldek. Állandó, nem vonuló faj.

## Megjelenése
Testhossza 11 centiméter, testtömege 10 gramm. A hím feje, háta borvörös, a kantár, a farcsík és a felső farkfedők skarlátvörösek. A szárny szürkésbarna, a fedőtollak és a karevezők szélei borvörös árnyalatóak. A farktollak feketék. Az áll, a torok, a mell felső része és az oldalai borvörösek. Az alsó rész közepe a mell alsó részétől és az alsó farokfedők feketék. A szem barnásfekete, sárgásfehér gyűrűvel, a csőr fekete, de az alsó káva a tövénél korall vörös. A láb szürkésbarna. A tojónál a fejtető, a nyak hátsó része és oldalai, valamint a hát felső része barnásszürke, vöröses árnyalattal. A fejoldalak sárgás barnásszürkék, az áll, a torok és a begy sárgásbarna. A melloldal szürkésbarna rózsás árnyalattal. A test alsó részének közepe szürkésfekete.

## Életmódja
Fűmagvakkal, hangyákkal és termeszekkel táplálkozik.